# Brockton
Brockton je město v okresu Plymouth County ve státě Massachusetts ve Spojených státech amerických. Společně s městem Plymouth je jedním ze dvou správních měst okresu Plymouth. Jde o šesté nejlidnatější město ve státě Massachusetts. Leží jižně od města Quincy a také od Bostonu, největšího města v Massachusetts, a severně od Tauntonu. 
K roku 2020 zde žilo 105 643 obyvatel. S celkovou rozlohou 56 km² byla hustota zalidnění 1 912 obyvatel na km². Brockton je městem s druhou nejvyšší průměrnou rychlostí větru v průběhu roku, když jeho průměrná roční rychlost dosahuje 23 kilometrů v hodině. Ve městě sídlí baseballový tým Brockton Rox.Nachází se v oblasti s vlhkým subtropickým podnebím. 